# Glomeris alluaudi
Glomeris alluaudi är en mångfotingart som beskrevs av Henri W. Brölemann 1901. Glomeris alluaudi ingår i släktet Glomeris och familjen klotdubbelfotingar. Inga underarter finns listade i Catalogue of Life.